# Homapoderus diffinis
Homapoderus diffinis es una especie de coleóptero de la familia Attelabidae.

## Distribución geográfica
Habita en Burundi, Uganda y República Democrática del Congo.